# Jayna Oso
Jayna Oso, née le 17 août 1981 à Brunei,,, est une actrice américaine de films pornographiques et un mannequin de charme d'origines asiatique (Brunei) et irlandaise.

## Biographie
Elle a débuté dans la pornographie en 2002. Elle s'est aussi fait appeler "Malaysia" dans quelques films. Elle est devenue très vite populaire grâce à son attitude débridée devant la caméra et sa parfaite maîtrise de l'irrumation en gorge profonde et de la double anal.

## Nominations
- 2004 - XRCO Award - Superslut
- 2005 - AVN Awards - Female Performer of the Year
- 2005 - AVN Awards - Best Anal Sex Scene
- 2005 - AVN Awards - Best Oral Sex Scene – Video
- 2005 - AVN Awards - Best Threeway Sex Scene – Video
- 2007 - F.A.M.E. Awards - Favorite Ass